# ヒシモドキ
ヒシモドキ（菱擬、薺米、学名：Trapella sinensis）はオオバコ科の多年生水草。葉や果実がヒシ（ヒシ科）に類似するところから名づけられた。日本の北海道（十勝地方）、本州から九州、朝鮮半島、中国など東アジアの暖温帯に分布し、丘陵の池沼に生える。
かつては独立のヒシモドキ科とされたり、果実の形態からゴマ科に含められたこともあったが、分子系統解析ではオオバコ科のGratioleae 連に含まれるという結果が得られている。

## 特徴
深く泥中に根をおろし、茎を長く延ばす。葉は対生で水中葉と水上葉の二形を有する。水中葉は披針状から線状長楕円形で疎らな鋸歯を有する。水上葉は腎臓状広円形で先端が鈍形、縁に波状の細かい鋸歯を持ち、長さ2～3.5cm、幅2.5～4cmになり、3本の太い脈を持ち質は薄い。

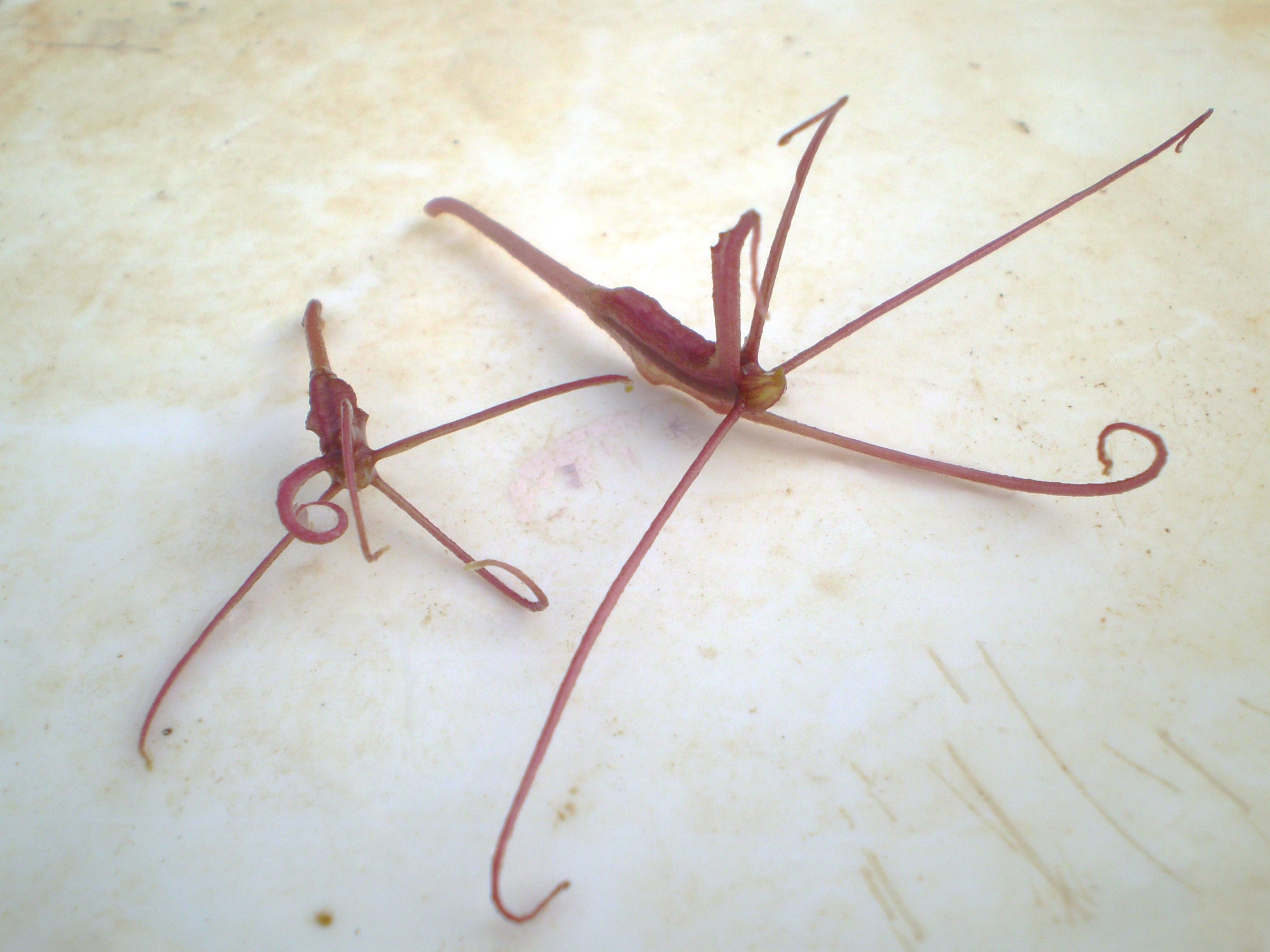
果実

7-9月、葉腋から1花柄水上に立ち、先に1輪の花が開く。葉のわきには正常の花の他多数の閉鎖花をつけることが多い。花は淡紅色で筒形の両性花、先は五裂して唇形になり、2対4本の雄蕊を有するがそのうち上側一対は花粉を生じない仮雄蕊である。萼と子房は半ば癒着して子房半下位で2室あるが1室のみが成熟し、胚珠が2個垂れ下がる。萼の先は短くて五裂する。果実は円柱形の閉果で1個の種子を有する。萼裂片の中間下部にある3～5列の棘状突起が果実よりも長く伸びて大きな角状の萼包となる。